# Johnnie Walker
Johnnie Walker ist die Marke eines schottischen Blend-Whiskys des Getränkekonzerns Diageo und der meistverkaufte Scotch Whisky der Welt.

## Geschichte

### Der Beginn unter John Walker (1820–1857)
Nach dem Tode des Vaters 1819 verkauften John Walker und seine Mutter die bisherige Familienfarm in der Nähe von Kilmarnock und eröffneten mit dem Erlös eine Gemischtwarenhandlung im Ort. Das Sortiment des Geschäfts wurde nach einer Weile um Whisky erweitert. John wandte Blending-Methoden, die zu dieser Zeit für Tee eingesetzt wurden, versuchsweise auf Whisky an. Das Geschäft mit Whisky lief gut, nach der Zerstörung durch eine Überschwemmung im Jahr 1852 wurde das Unternehmen wieder aufgebaut. 1857 starb John Walker.

### Aufstieg zur internationalen Marke (1857–1925)
Mit dem Tode seines Vaters übernahm Alexander Walker die Geschäfte und die Aufgabe des Whisky-Blending. Die Reblausplage, die zwischen 1858 und 1863 fast den gesamten Bestand an französischen Weinstöcken vernichtete, kam den Walkers wie der gesamten schottischen Whiskyherstellung in dieser Zeit zugute. Der bis dahin viel getrunkene Cognac, aber auch Wein und Brandy, wurden durch diese Plage deutlich teurer. 1860 wurde ein neues Gesetz erlassen, das es erstmals ermöglichte, neben Malt Whiskys auch Grain Whiskys zum Blenden zu verwenden. Die neuen Geschmackssorten halfen den Verkauf zu erweitern. Im Laufe der Jahre wurden Außenstellen eröffnet, die erste 1880 in London. Weitere folgten 1880 in Sydney, in Südafrika und 1897 in Birmingham. Als Alexander Walker im Jahr 1889 starb, übernahmen seine Söhne George Paterson Walker und Alexander Walker II. gemeinsam die Geschäftsleitung. Während sich George hauptsächlich um Marketing und Vertrieb kümmerte, übernahm Alexander vornehmlich die Arbeit des Blendens. Während dieser Zeit erwarb das Unternehmen etliche schottische Destillerien, so unter anderem 1894 Cardhu und 1916 Talisker.

### Von Distillers Company Ltd. zu Diageo (seit 1925)
1925 vereinigten sich die 1877 gegründete Distillers Company Ltd. (D.C.L.) mit John Walker & Sons. 1987 fusionierten D.C.L. und Arthur Bell & Sons zu United Distillers. Diese wurden zusammen mit den International Distillers & Vintners nach dem Zusammenschluss der Konzerne Guinness und Grand Metropolitan 1997 zu den United Distillers & Vintners (UDV). 2002 ging UDV komplett in den Konzern Diageo über. Im Jahr 2012 wurden von Johnnie Walker über 170 Mio. Liter Whisky verkauft.
Jim Beveridge, seit 2001 sechster Master Blender bei Johnnie Walker, wurde im Oktober 2019 für seine Dienste für die schottische Whisky-Industrie von Queen Elisabeth II. mit dem britischen Ritterorden (OBE) ausgezeichnet.

## Werbung und Rezeption
Die heute rechteckige Flasche ersetzte 1870 die bis dahin eingesetzten runden Flaschen. Dies geschah jedoch nicht als Marketingstrategie, sondern um Platz beim Transport zu sparen. Seit 1909 wird als Firmenlogo der Striding Man eingesetzt. Das Moorhuhn-Computerspiel wurde 1998 als Werbung für Johnnie Walker entwickelt.
Marius Müller-Westernhagen betitelte 1978 ein Lied über Alkoholismus mit der Whiskysorte unter dem Songtitel Johnny W auf seinem Album Mit Pfefferminz bin ich dein Prinz.
Der japanische Autor Haruki Murakami lässt in seinem surrealistischen Roman Kafka am Strand eine dämonische Macht in der Gestalt und dem Outfit Johnnie Walkers auftreten.
In den deutschen TV- und Kino-Werbespots der 1990er Jahre wurde zeitweise das schottische Volkslied The Skye Boat Song als Erkennungsmelodie verwendet. Die Spots endeten mit dem Slogan „Der Tag geht, Johnnie Walker kommt“.

## Produkte

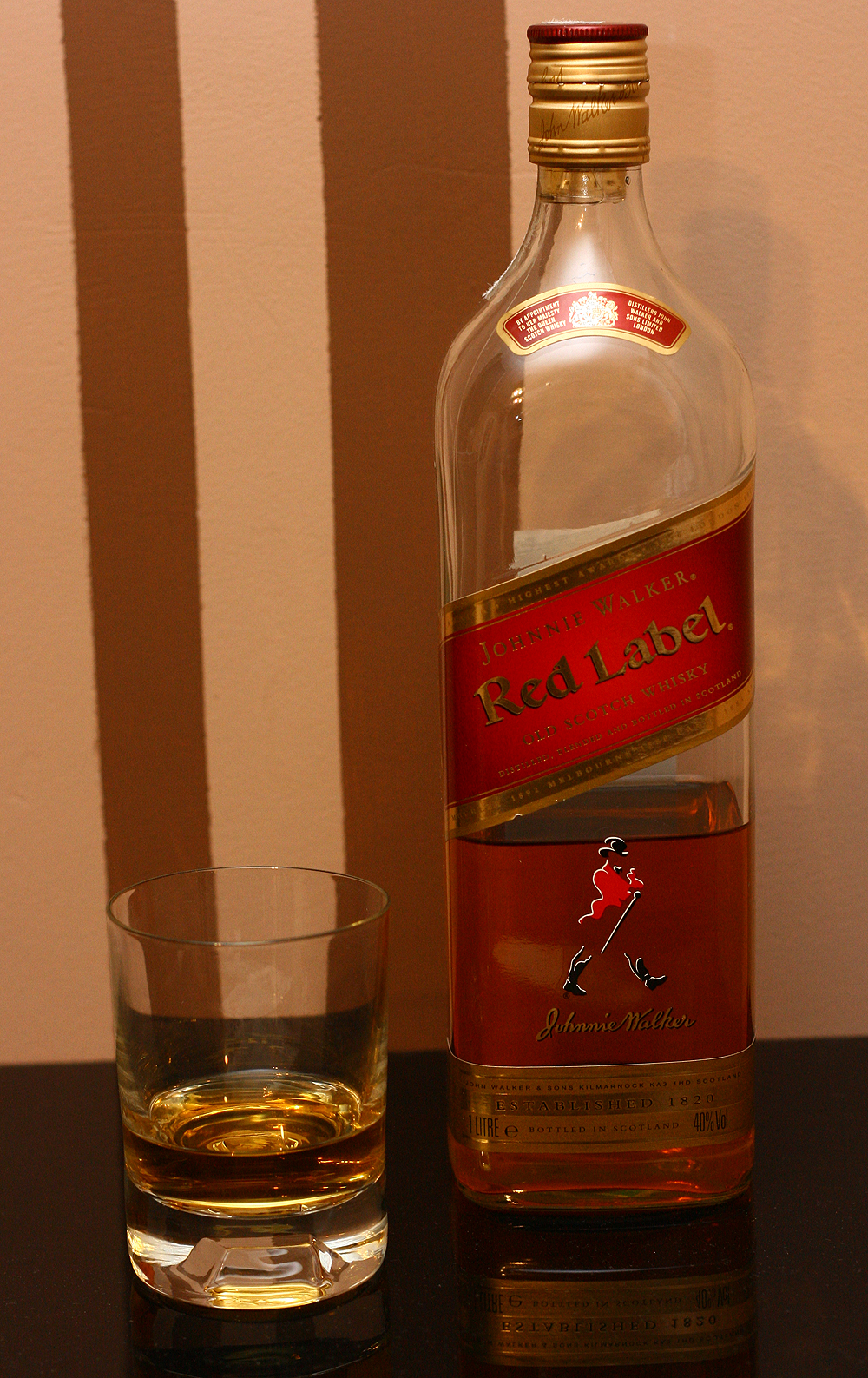
Red-Label-Flasche

Anfang 2014 führte Johnnie Walker sechs Blends im normalen Sortiment, daneben gibt es immer wieder Spezialeditionen zu besonderen Anlässen:
- Red Label (Hauptmarke, ohne Altersangabe, damit mindestens 3 Jahre)
- Black Label (12 Jahre)
- Green Label (15 Jahre, nur aus Single Malt Whiskys)
- Island Green (ohne Altersangabe, nur aus Single Malt Whiskys)[10]
- Double Black Label (ohne Altersangabe, höherer Anteil Islay-Malt)
- Gold Label (18 Jahre)
- Platinum Label (18 Jahre)
- Blue Label (ohne Altersangabe)
- Aged 18 Years (18 Jahre)
- White Walker (Game-of-Thrones-Sonderedition)[11]
- Blonde (ohne Altersangabe, 2021 eingeführt)[12]

Die Abfüllungen des Green Label (Blended Malt Whisky, 15 Jahre) und Gold Label (18 Jahre) wurden im Jahr 2012 für den europäischen Markt eingestellt, außerhalb Europas wird der Green Label teilweise weiterhin vertrieben. Der Green Label wurde 2016 neu aufgelegt.

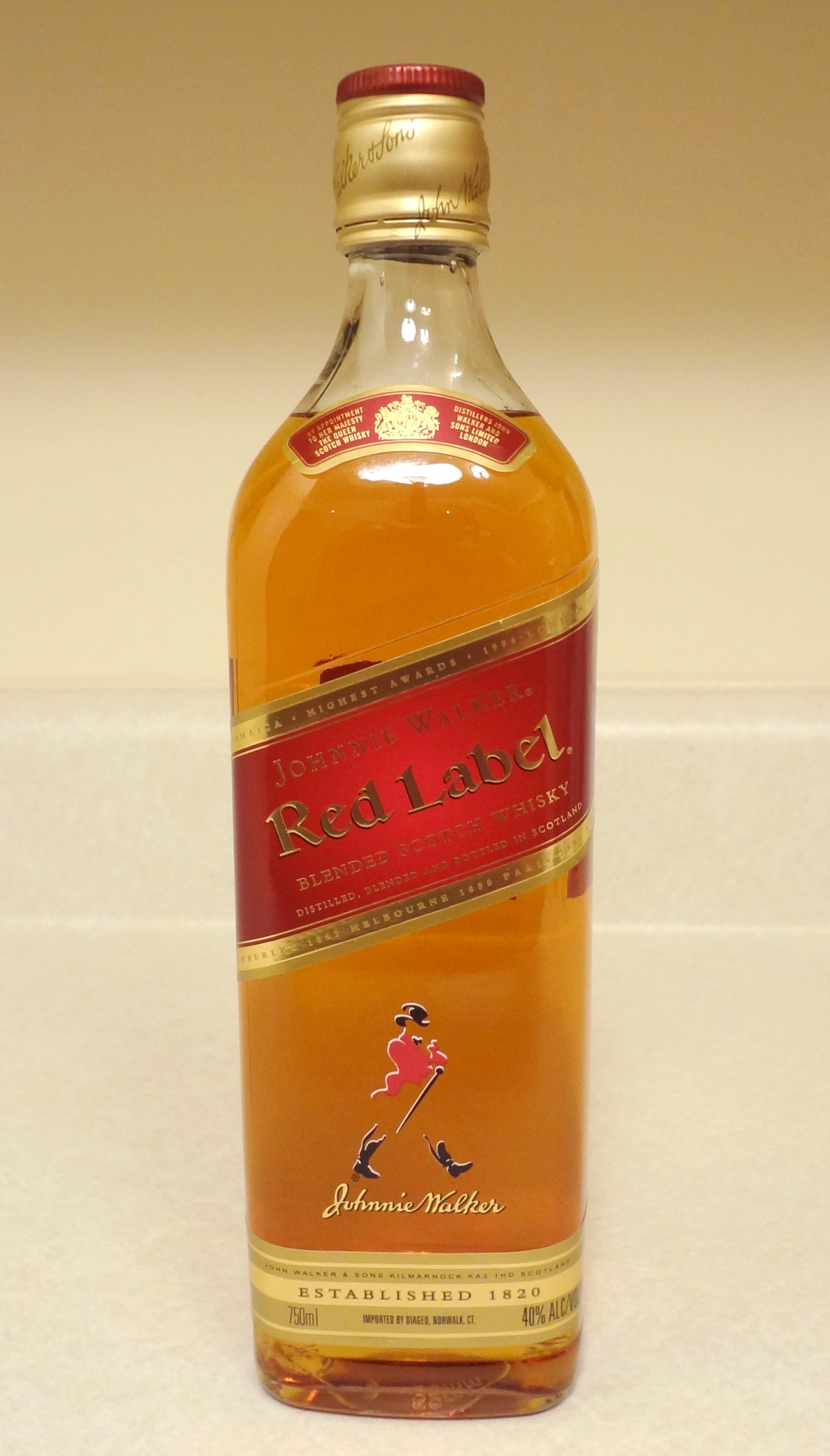
Johnnie Walker Red Label
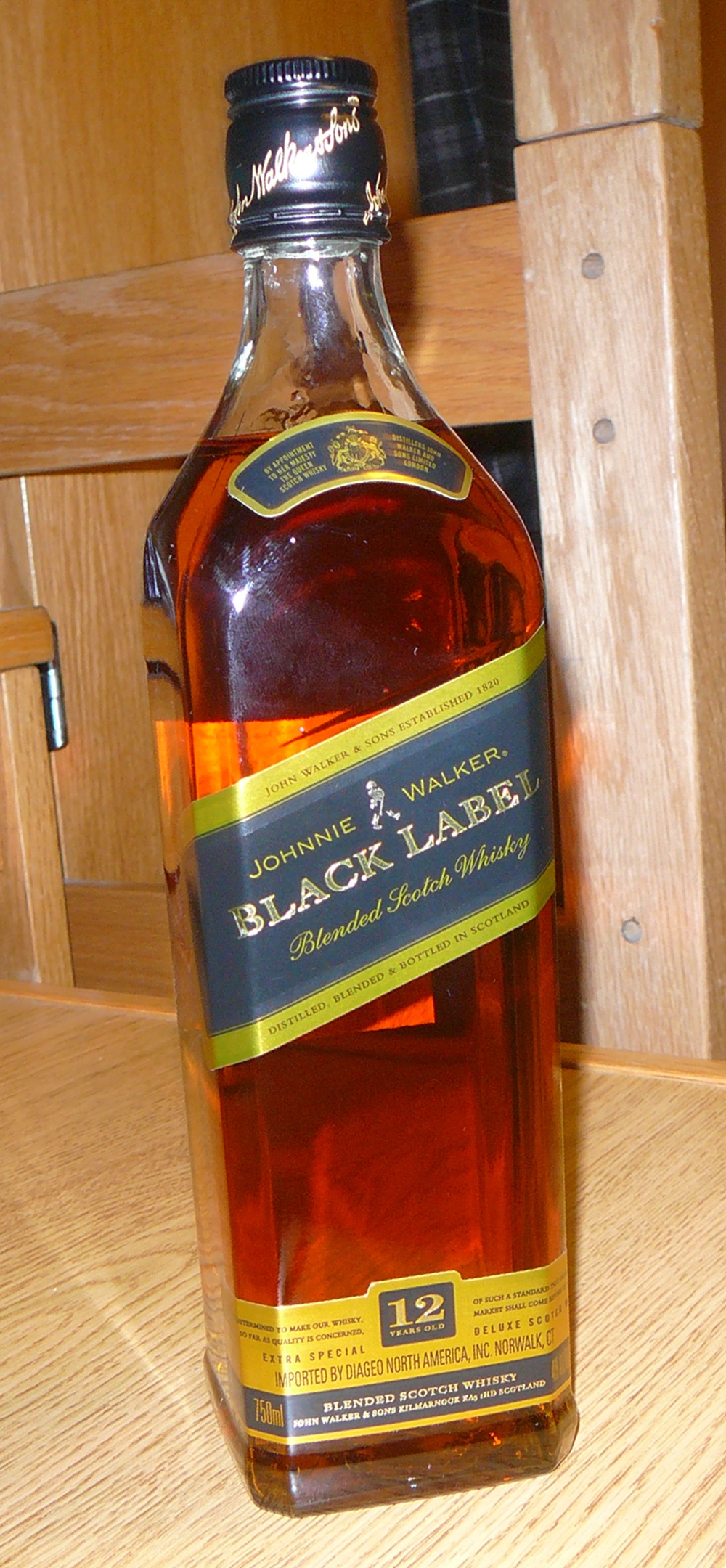
Johnnie Walker Black Label
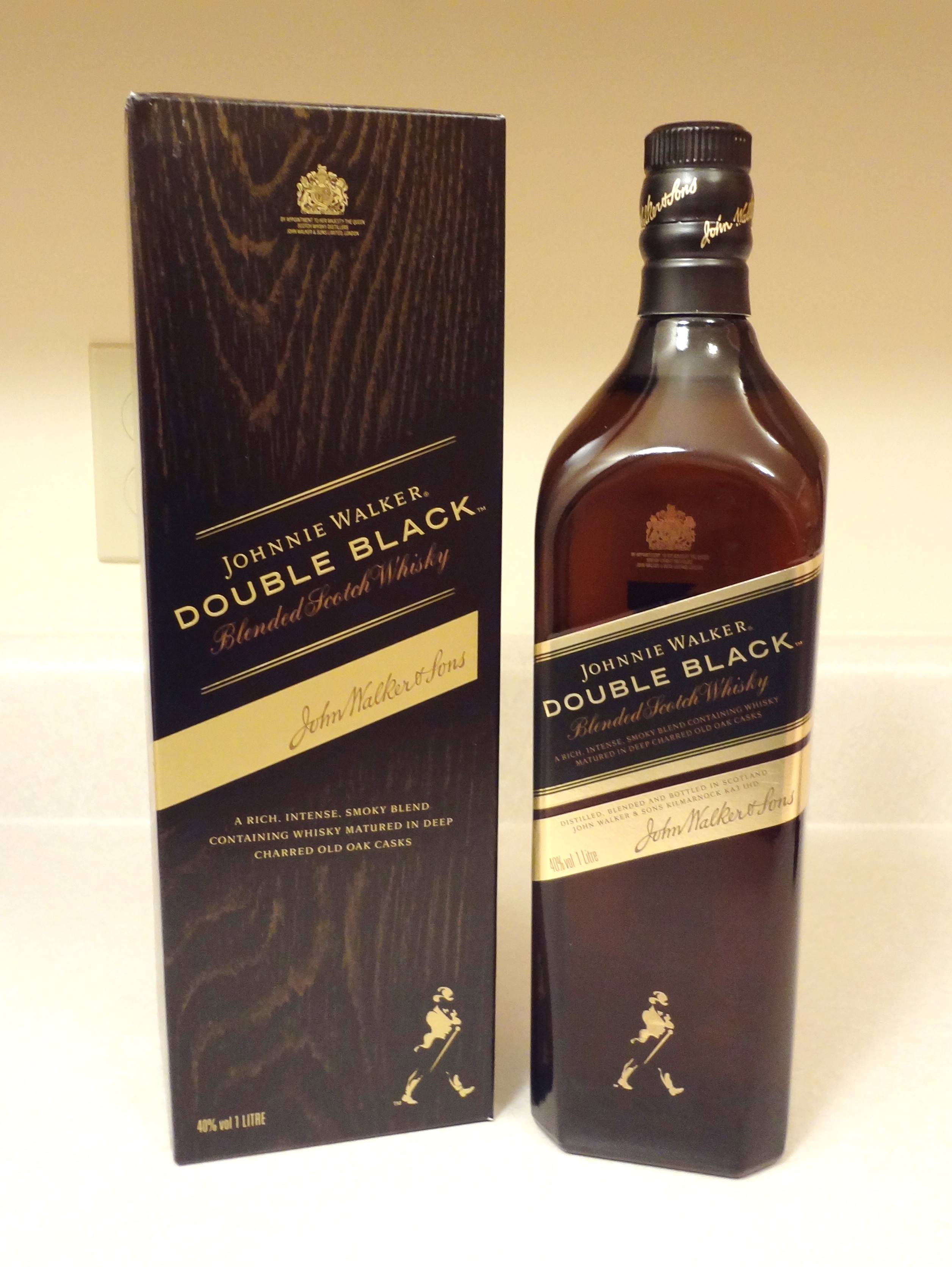
Johnnie Walker Double Black
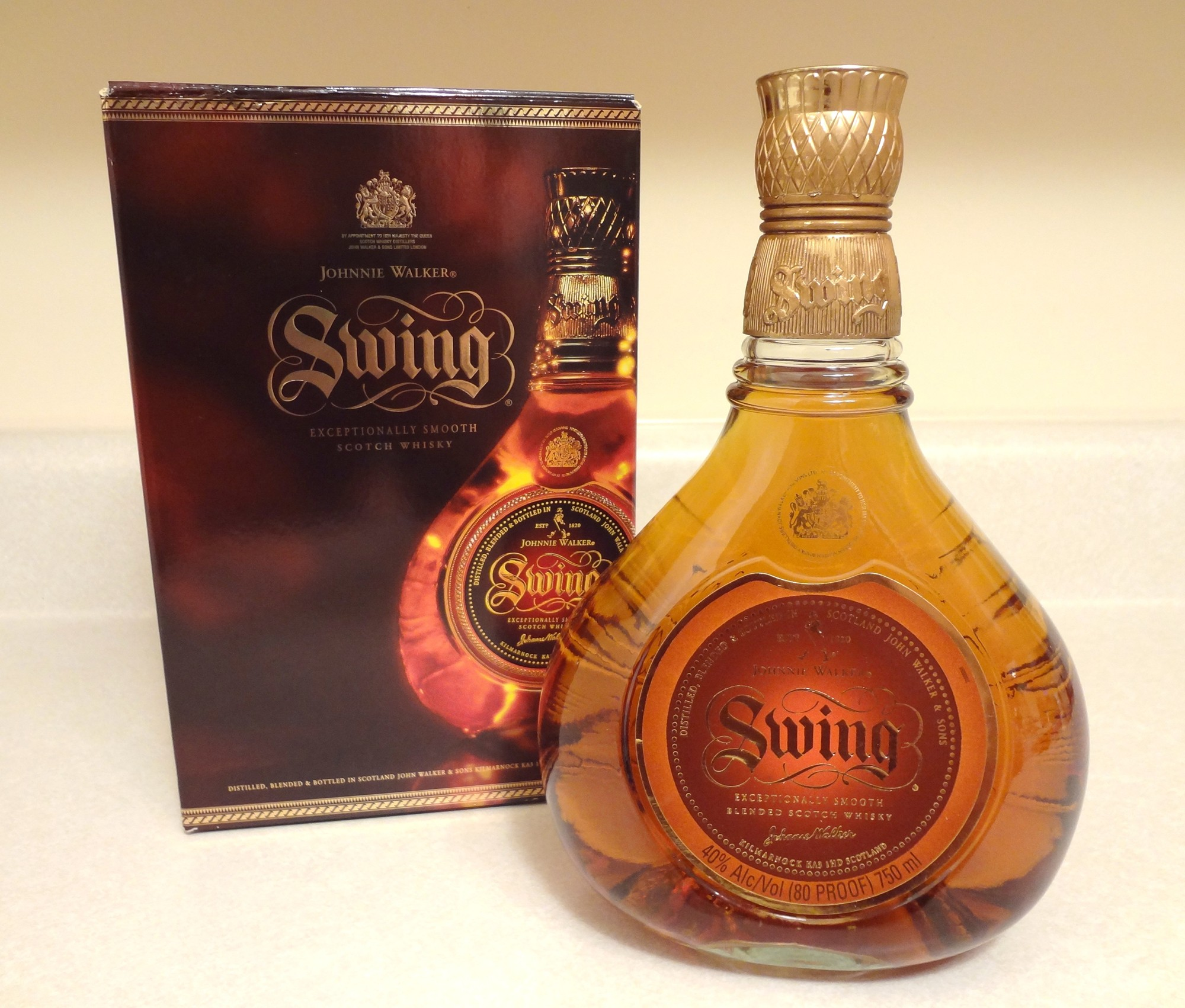
Johnnie Walker Swing
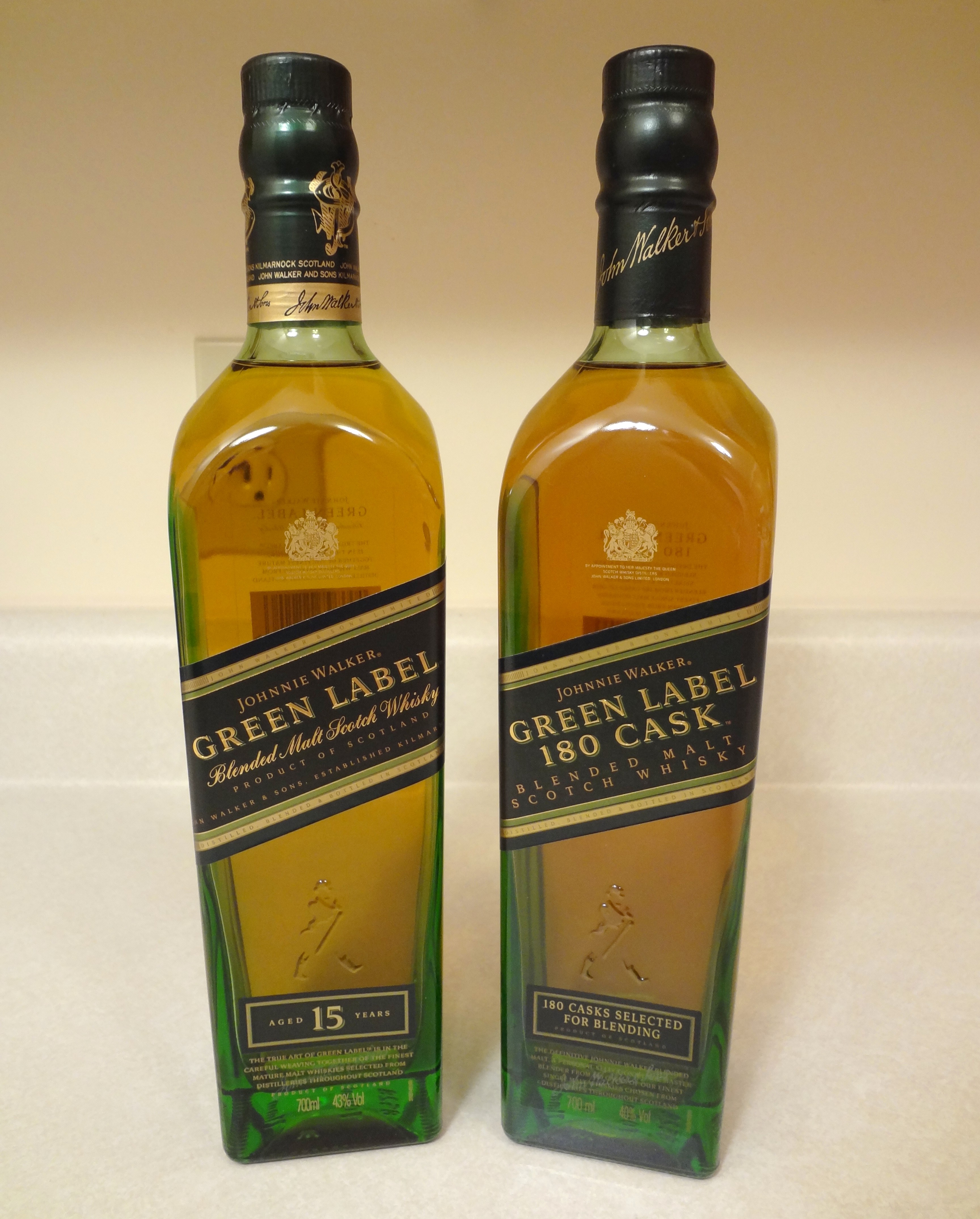
Johnnie Walker Green Label & Green Label 180 Cask
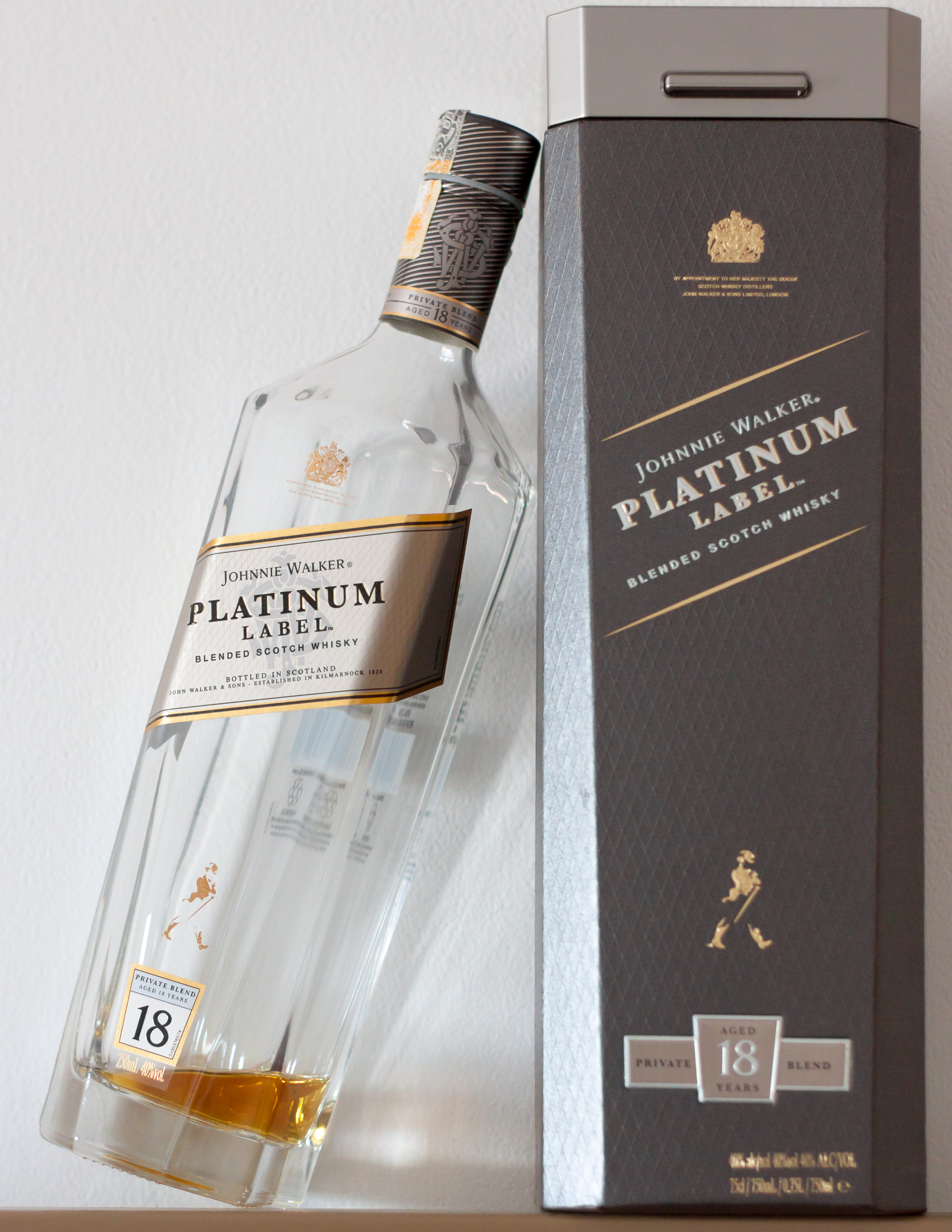
Johnnie Walker Platinum Label
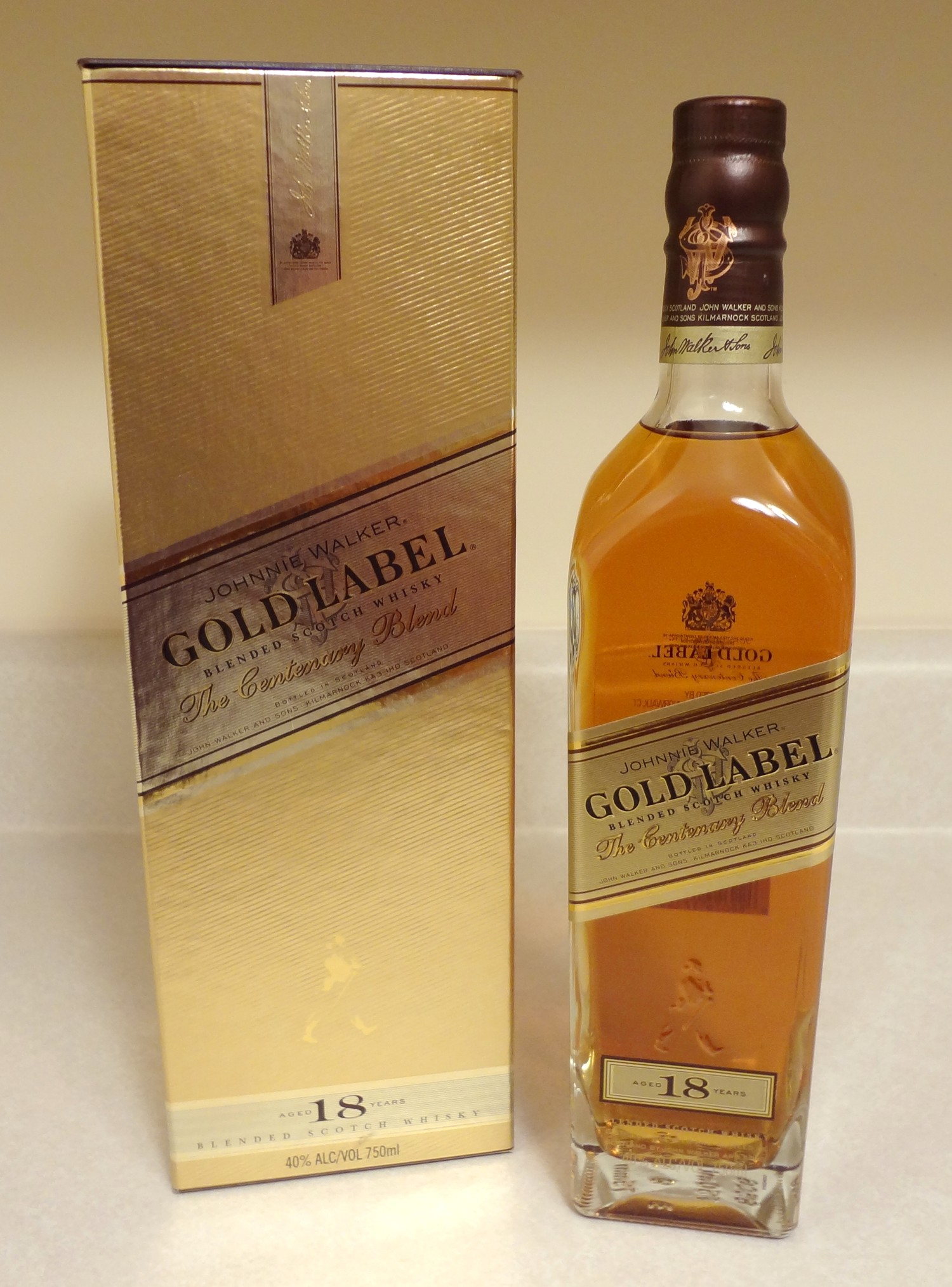
Johnnie Walker Gold Label
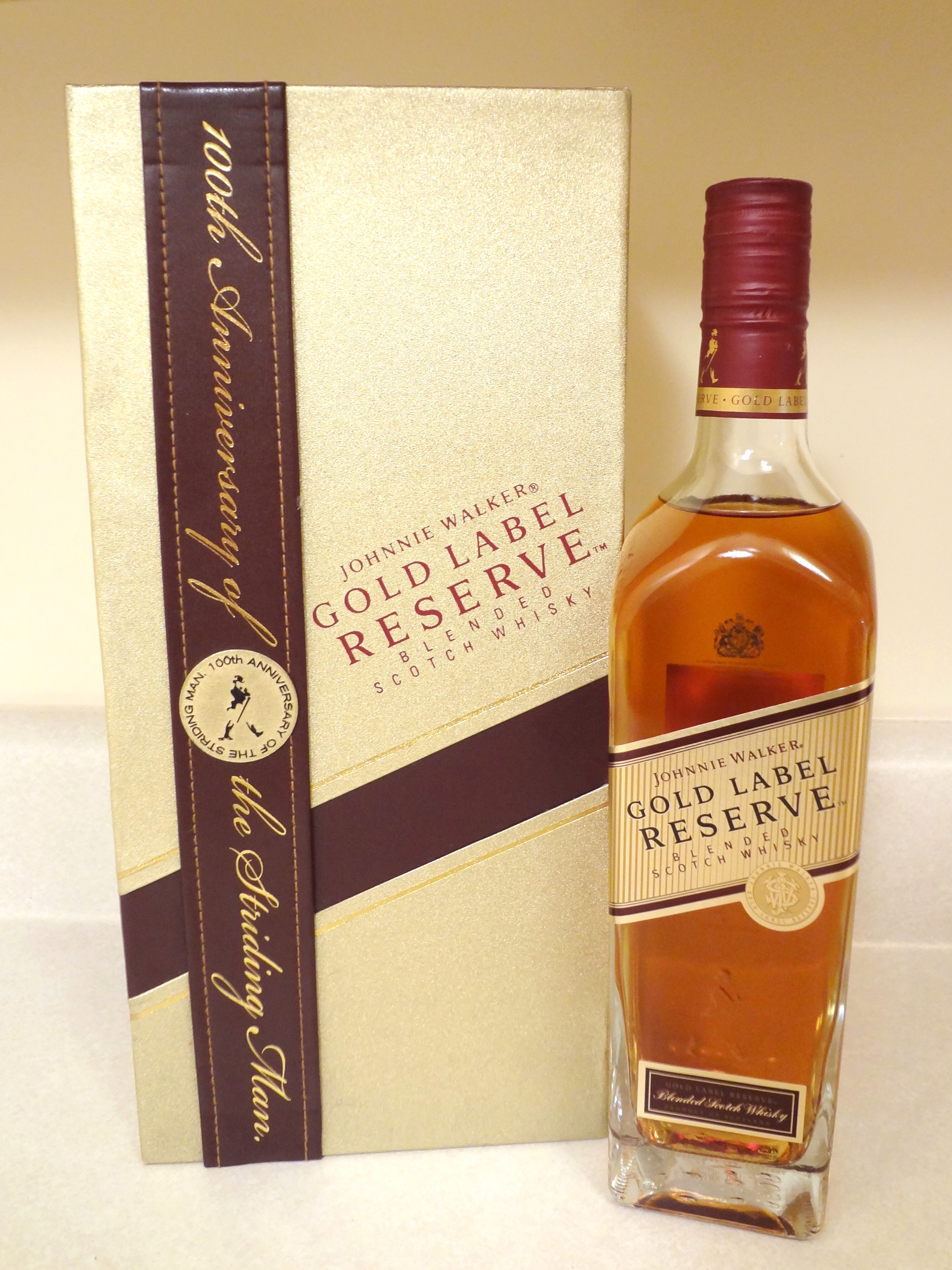
Johnnie Walker Gold Label Reserve
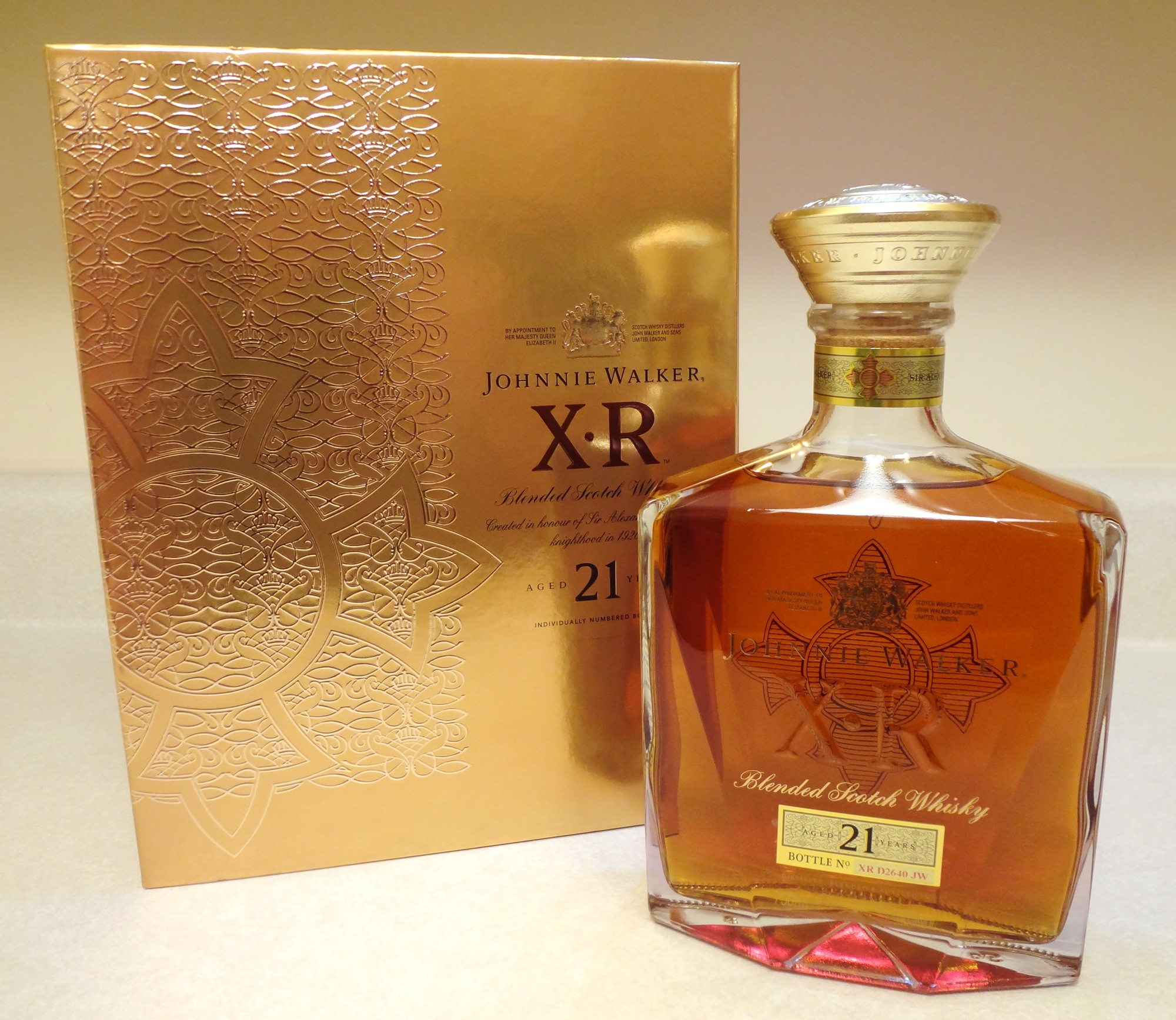
Johnnie Walker XR 21
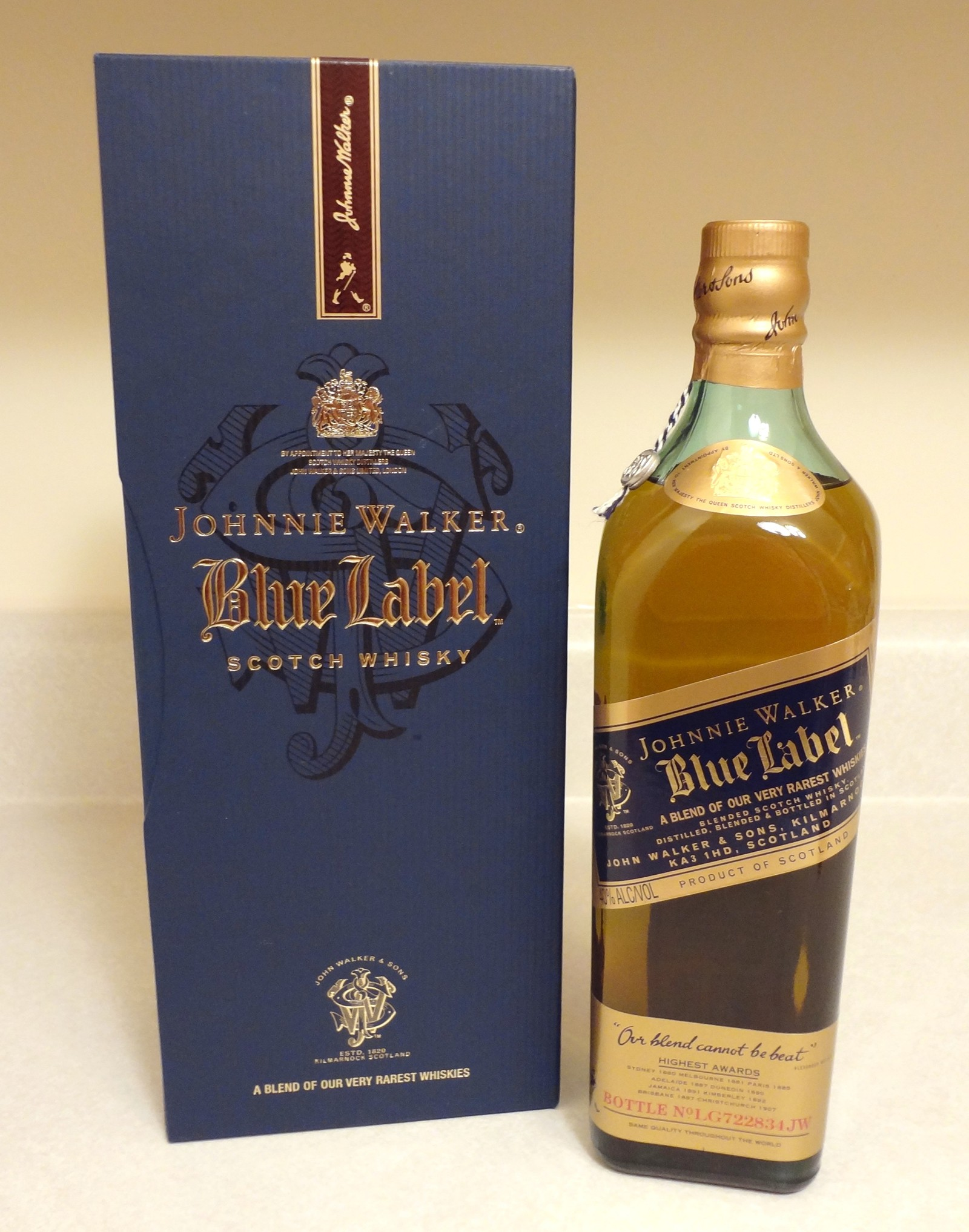
Johnnie Walker Blue Label
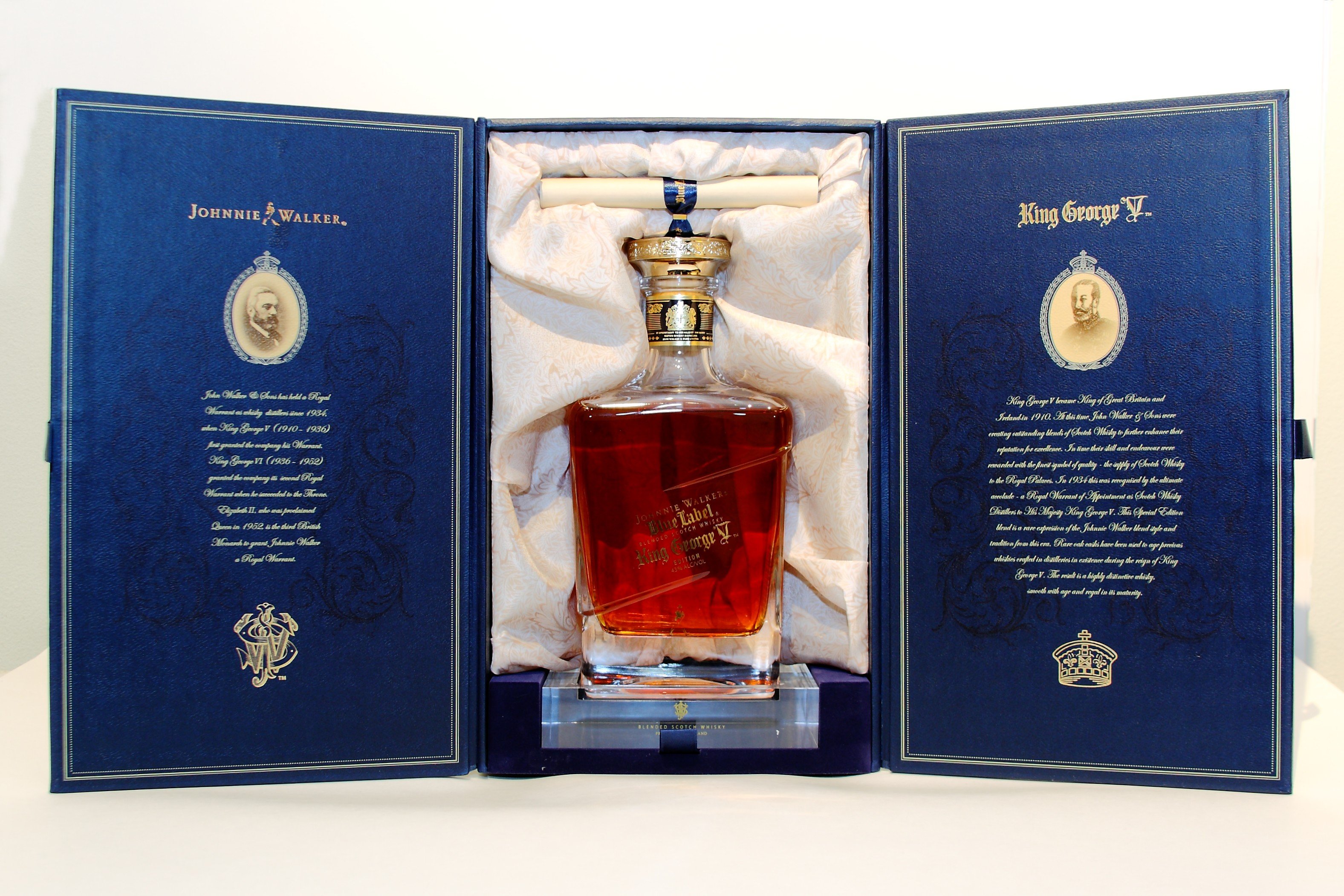
Blue Label King George V Edition